# One Battle After Another
One Battle After Another (vormals The Battle of Baktan Cross) ist ein Thriller von Paul Thomas Anderson. Die Hauptrollen wurden mit Leonardo DiCaprio, Sean Penn und Wood Harris besetzt. Der Film soll Ende September 2025 in die US-amerikanischen und deutschen Kinos kommen.

## Handlung
Mitglieder einer Widerstandsgruppe namens „French 75“ stürmen ein Gefängnis der ICE und befreien innerhalb weniger Minuten über 200 Häftlinge.
Sechzehn Jahre später in der Wüstenstadt Baktan Cross. Der heruntergekommene, ehemalige Revoluzer Bob Ferguson alias „Ghetto Pat“ vermeidet es tunlichst, ein Handy zu benutzen, da er in ständiger Angst lebt, dass Colonel Steven J. Lockjaw ihn immer noch umbringen will. Inzwischen ist Lockjaw dem „Christian Adventurer Club“ beigetreten, einer Miliz aus weißen Rassisten. Für die Vollmitgliedschaft ist eine Hintergrundüberprüfung erforderlich. Lockjaw hat eine 16-jährige Tochter, von der er nie jemandem erzählt hat, und nun zur Belastung wird. Diese wird von Deandra versteckt.

## Produktion

### Regie und Drehbuch
Regie führte Paul Thomas Anderson, der auch das Drehbuch schrieb. Inspiriert wurde One Battle After Another lose von dem Roman Vineland von Thomas Pynchon, der in den 1980er Jahren spielt. Darin geht es um den ehemaligen Aktivisten Zoyd Wheeler, der seine Exfrau Frenesi Gates wiedertrifft, die als Informantin für die Regierung tätig ist. Anderson hatte bereits mit Inherent Vice aus dem Jahr 2014 einen Roman von Pynchon verfilmt. One Battle After Another soll der bisher kommerziellste Film von Anderson sein.

### Besetzung und Dreharbeiten

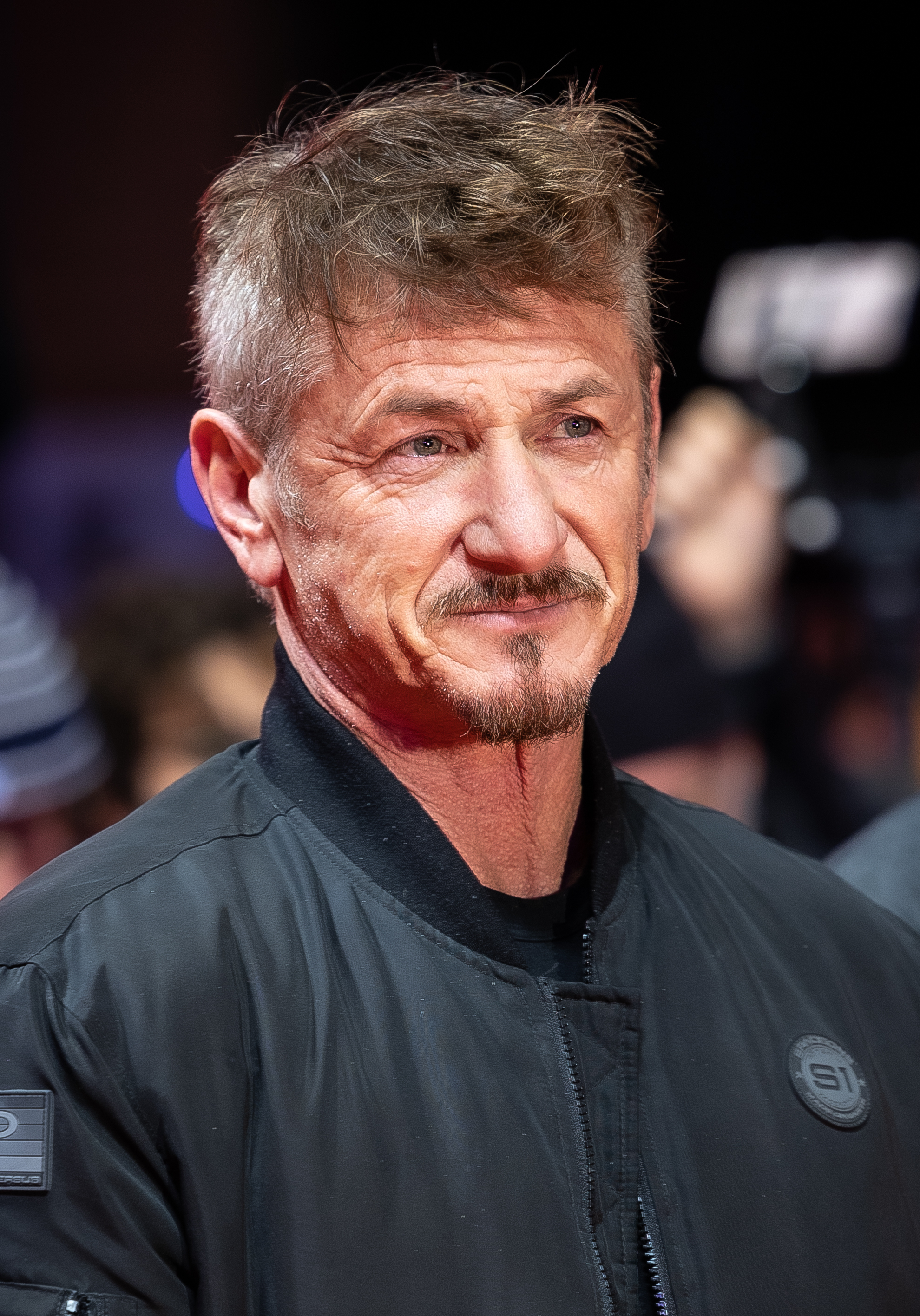
Sean Penn spielt Colonel Steven J. Lockjaw

In den Hauptrollen sind Leonardo DiCaprio als Bob Ferguson alias „Ghetto Pat“, Sean Penn als der „weiße Rassist“ Colonel Steven J. Lockjaw, Regina Hall als Deandra, Wood Harris und Shayna McHayle zu sehen, besser bekannt als „Junglepussy“, in weiteren Rollen Teyana Taylor als die knallharte Profidia und Alina Haim. Penn hatte bereits in Andersons Film Licorice Pizza eine Hauptrolle übernommen, ebenso Haim. Taylor hatte ihren Durchbruch mit dem Film A Thousand and One von A. V. Rockwell. In One Battle After Another spielt sie Lockjaws frühere und Bobs spätere Affäre. Benicio del Toro spielt einen Karatelehrer, der Kinder durch unterirdische Tunnel schmuggelt. Das Casting übernahm Cassandra Kulukundis.
Die Dreharbeiten wurden am 22. Januar 2024 im kalifornischen Cutten begonnen. Es folgten insgesamt elf Drehtage im Humboldt County, so in Eureka, Arcata und Trinidad. Anfang Februar 2024 wurden die Dreharbeiten in Sacramento fortgesetzt, unter anderem vor der Kulisse des Sacramento County Administration Building und des Sacramento County Courthouse. Im September 2024 wurden die Dreharbeiten beendet. One Battle After Another wurde auf 35-mm-Film in VistaVision. gedreht. Als Kameramann fungierte Michael Bauman gemeinsam mit dem Regisseur.

### Filmmusik, Marketing und Veröffentlichung
Die Filmmusik komponiert Jonny Greenwood, mit dem Anderson ebenfalls bereits für Licorice Pizza und zuvor für Der seidene Faden zusammenarbeitete. Zudem verwendet der Film Dirty Work von Steely Dan, Mo Bamba von Sheck Wes und Soldier Boy von The Shirelles.
Im März 2025 wurden ein erster Teaser und kurz darauf ein erster englischsprachiger Trailer vorgestellt. Anfang April 2025 folgte der erste deutschsprachige Trailer und kurz darauf erstes Bildmaterial. Ein erster Teaser wurde Ende Juni 2025 vorgestellt, ein weiterer Trailer Ende Juli 2025.
Der Film soll am 25. September 2025 in die deutschen und am darauffolgenden Tag in die US-Kinos kommen. Dort erhielt der Film ein R-Rating, was einer Freigabe ab 17 Jahren entspricht.